# Seitenwagen-Weltmeisterschaft 2014
Die Seitenwagen-Weltmeisterschaft 2014 war eine von der FIM ausgetragene internationale Weltmeisterschaft für Motorradgespanne. Es wurden acht Rennen mit insgesamt zehn Läufen ausgetragen. Erlaubt waren Gespanne mit einem Hubraum von bis zu 1000 cm³, 600 cm³-Gespanne fuhren in der sogenannten Sidecar F2 World Trophy im Rahmen der Weltmeisterschaft mit.
Tim Reeves wurde mit seinem Beifahrer Grégory Cluze auf einem LCR-Kawasaki-Gespann Seitenwagen-Weltmeister.
Die 600er-F2-Wertung gewann ebenfalls Tim Reeves mit Beifahrer Grégory Cluze. Das Duo setzte sich mit einem DMR-Honda-Gespann gegen die Konkurrenz durch.

## Punkteverteilung
Weltmeister wird derjenige Fahrer beziehungsweise der Hersteller, der bis zum Saisonende die meisten Punkte in der Weltmeisterschaft angesammelt hat. Bei der Punkteverteilung werden die Platzierungen im Gesamtergebnis des jeweiligen Rennens berücksichtigt. Die fünfzehn erstplatzierten Fahrer jedes Rennens erhalten Punkte nach folgendem Schema:
| Punkteverteilung | Punkteverteilung | Punkteverteilung | Punkteverteilung | Punkteverteilung | Punkteverteilung | Punkteverteilung | Punkteverteilung | Punkteverteilung | Punkteverteilung | Punkteverteilung | Punkteverteilung | Punkteverteilung | Punkteverteilung | Punkteverteilung | Punkteverteilung |
| ---------------- | ---------------- | ---------------- | ---------------- | ---------------- | ---------------- | ---------------- | ---------------- | ---------------- | ---------------- | ---------------- | ---------------- | ---------------- | ---------------- | ---------------- | ---------------- |
| Platz            | 1                | 2                | 3                | 4                | 5                | 6                | 7                | 8                | 9                | 10               | 11               | 12               | 13               | 14               | 15               |
| Punkte           | 25               | 20               | 16               | 13               | 11               | 10               | 9                | 8                | 7                | 6                | 5                | 4                | 3                | 2                | 1                |

In die Wertung kommen alle erzielten Resultate.

## Rennen
| Nr. | Datum              | WM-Lauf                | Strecke                       | Streckenlayout | Läufe      |
| --- | ------------------ | ---------------------- | ----------------------------- | -------------- | ---------- |
| 1   | 13. April          | Spanien                | Motorland Aragón              |                | ein Lauf   |
| 2   | 25. Mai            | Vereinigtes Königreich | Donington Park                |                | ein Lauf   |
| 3–4 | 14. und 15. Juni   | Kroatien               | Automotodrom Grobnik          |                | zwei Läufe |
| 5   | 27. Juni           | Niederlande            | TT Circuit Assen              |                | ein Lauf   |
| 6   | 13. Juli           | Deutschland            | Sachsenring                   |                | ein Lauf   |
| 7   | 3. August          | Niederlande            | TT Circuit Assen              |                | ein Lauf   |
| 8–9 | 23. und 24. August | Deutschland            | Motorsport Arena Oschersleben |                | zwei Läufe |
| 10  | 20. September      | Frankreich             | Circuit Bugatti               |                | ein Lauf   |

### Rennergebnisse Seitenwagen-WM
|   | Datum      | Strecke          | Pole-Position                  | Lauf | Platz 1                        | Platz 2                           | Platz 3                             | Gesamtführung                  |
| - | ---------- | ---------------- | ------------------------------ | ---- | ------------------------------ | --------------------------------- | ----------------------------------- | ------------------------------ |
| 1 | 13.04.     | Motorland Aragón | Ben Birchall / Thomas Birchall | 1    | Ben Birchall / Thomas Birchall | Jörg Steinhausen / Axel Kölsch    | Tim Reeves / Grégory Cluze          | Ben Birchall / Thomas Birchall |
| 2 | 25.05.     | Donington Park   | Tim Reeves / Grégory Cluze     | 1    | Tim Reeves / Grégory Cluze     | Ben Birchall / Thomas Birchall    | Jörg Steinhausen / Axel Kölsch      | Ben Birchall / Thomas Birchall |
| 3 | 14.–15.06. | Rijeka           | Tim Reeves / Grégory Cluze     | 1    | Tim Reeves / Grégory Cluze     | Bennie Streuer / Geert Koerts     | Petri Makkula / Harri Asumaniemi    | Tim Reeves / Grégory Cluze     |
| 3 | 14.–15.06. | Rijeka           | Tim Reeves / Grégory Cluze     | 2    | Tim Reeves / Grégory Cluze     | Petri Makkula / Harri Asumaniemi  | Uwe Gürck / Manfred Wechselberger   | Tim Reeves / Grégory Cluze     |
| 4 | 27.06.     | TT Circuit Assen | Tim Reeves / Grégory Cluze     | 1    | Tim Reeves / Grégory Cluze     | Ben Birchall / Thomas Birchall    | Bennie Streuer / Geert Koerts       | Tim Reeves / Grégory Cluze     |
| 5 | 13.07.     | Sachsenring      | Tim Reeves / Grégory Cluze     | 1    | Ben Birchall / Thomas Birchall | Tim Reeves / Grégory Cluze        | Robert Zimmermann / Sander Faber    | Tim Reeves / Grégory Cluze     |
| 6 | 03.08.     | TT Circuit Assen | Ben Birchall / Thomas Birchall | 1    | Tim Reeves / Grégory Cluze     | Ben Birchall / Thomas Birchall    | Sébastien Delannoy / Kevin Rousseau | Tim Reeves / Grégory Cluze     |
| 7 | 23.–24.08. | Oschersleben     | Ben Birchall / Thomas Birchall | 1    | Ben Birchall / Thomas Birchall | Tim Reeves / Grégory Cluze        | Uwe Gürck / Manfred Wechselberger   | Tim Reeves / Grégory Cluze     |
| 7 | 23.–24.08. | Oschersleben     | Ben Birchall / Thomas Birchall | 2    | Ben Birchall / Thomas Birchall | Tim Reeves / Grégory Cluze        | Bennie Streuer / Geert Koerts       | Tim Reeves / Grégory Cluze     |
| 8 | 20.09.     | Le Mans          | Ben Birchall / Thomas Birchall | 1    | Ben Birchall / Thomas Birchall | Pekka Päivärinta / Timo Karttiala | Sébastien Delannoy / Kevin Rousseau | Tim Reeves / Grégory Cluze     |

### Rennergebnisse Sidecar F2 World Trophy
|   | Datum  | Strecke      | Pole-Position              | Lauf | Platz 1                    | Platz 2                                | Platz 3                  | Gesamtführung              |
| - | ------ | ------------ | -------------------------- | ---- | -------------------------- | -------------------------------------- | ------------------------ | -------------------------- |
| 1 | 22.08. | Oschersleben | Tim Reeves / Grégory Cluze | 1    | Tim Reeves / Grégory Cluze | Michael Grabmüller / Sophia Kirchhofer | Gordon Shand / Phil Hyde | Tim Reeves / Grégory Cluze |
| 1 | 22.08. | Oschersleben | Tim Reeves / Grégory Cluze | 2    | Tim Reeves / Grégory Cluze | Michael Grabmüller / Sophia Kirchhofer | Gordon Shand / Phil Hyde | Tim Reeves / Grégory Cluze |

## Gesamtwertung

### Fahrerwertung Seitenwagen-WM
| Pos. | Fahrer                 | Beifahrer                        | Maschine     | ESP | GBR | CRO | CRO | NED | DEU   | NED | DEU | DEU | FRA | Punkte |
| Pos. | Fahrer                 | Beifahrer                        | Maschine     |     |     | R1  | R2  |     |       |     | R1  | R2  |     |        |
| ---- | ---------------------- | -------------------------------- | ------------ | --- | --- | --- | --- | --- | ----- | --- | --- | --- | --- | ------ |
| 1    | Tim Reeves             | Grégory Cluze                    | LCR-Kawasaki | 3   | 1   | 1   | 1   | 1   | 2     | 1   | 2   | 2   | DNF | 201    |
| 2    | Ben Birchall           | Thomas Birchall                  | LCR-Suzuki   | 1   | 2   | INJ | INJ | 2   | 1     | 2   | 1   | 1   | 1   | 185    |
| 3    | Uwe Gürck              | Manfred Wechselberger            | LCR-BMW      | 5   | 5   | 4   | 3   | 4   | DNF   | 5   | 3   | 4   | 8   | 112    |
| 4    | Bennie Streuer         | Geert Koerts                     | LCR-Suzuki   | DNF | 7   | 2   | DNF | 3   | 5     | 4   | 4   | 3   | 9   | 105    |
| 5    | Mike Roscher           | Anna Burkard                     | LCR-Suzuki   | 7   | 8   | 6   | 4   | 6   | 6     | 7   | 9   | 8   | 5   | 95     |
| 6    | Jakob Rutz             | Thomas Hofer                     | LCR-Yamaha   | 6   | 6   | 5   | 5   | 10  | 4     | 14  | 8   | 6   | 6   | 91     |
| 7    | Petri Makkula          | Harri Asumaniemi                 | LCR-BMW      | 9   | DNF | 3   | 2   | DNF | 8     | 8   | 6   | 7   |     | 78     |
| 8    | Philippe Gallerne      | Julien Chesneau                  | RCN-Suzuki   | 8   | 9   | DNS | 6   | 11  | 9     | DNF | 13  | 13  | 12  | 49     |
| 9    | Jörg Steinhausen*      | Axel Kölsch                      | LCR-BMW      | 2   | 3   | INJ | INJ |     |       |     |     |     |     | 36     |
| 10   | Sébastien Delannoy     | Kevin Rousseau                   | LCR-Suzuki   |     |     |     |     |     |       | 3   |     |     | 3   | 32     |
| 11   | Pekka Päivärinta       | Timo Karttiala                   | LCR-BMW      |     |     |     |     |     |       |     | 7   | DNF | 2   | 29     |
| 12   | Robert Zimmermann      | Sander Faber                     | LCR-Suzuki   |     |     |     |     | 5   | 3     |     |     |     |     | 27     |
| 13   | Kurt Hock              | Enrico Becker**                  | LCR-Suzuki   | 4   | 4   |     |     |     | DNS** |     |     |     |     | 26     |
| 14   | André Kretzer          | Jens Lehnertz                    | LCR-Suzuki   |     |     |     |     |     | DNS   |     | 5   | 5   |     | 22     |
| 15   | Hilbert Talens         | Ilse de Haas                     | LCR-Suzuki   |     |     |     |     | 8   |       | 11  | 14  | 12  |     | 19     |
| 16   | John Smits             | Gunther Verbrugge / Sander Faber | RCN-Yamaha   |     |     |     |     | 7   |       | 9   |     |     |     | 16     |
| 17   | Jean-Philippe Brunazzi | Mickael Rigondeau                | LCR-Suzuki   |     |     |     |     |     | 7     | 10  |     |     |     | 15     |
| 18   | Philippe Le Bail       | Sebastien Lavorel                | LCR-Suzuki   |     |     |     |     |     |       |     |     |     | 4   | 13     |
| 19   | Eero Pärm              | Mairon Meius                     | LCR-Suzuki   |     |     |     |     | 9   |       |     |     |     | 10  | 13     |
| 20   | Christian Ruppert      | Manuel Hirschi                   | LCR-Yamaha   |     |     |     |     |     |       | 13  | 12  | 10  |     | 13     |
| 21   | Peter Kaspar           | Marcel Fries                     | LCR-Suzuki   |     |     |     |     |     |       |     | 11  | 9   |     | 12     |
| 22   | Dieter Eilers          | Katrin Meyer                     | OSR-SUzuki   |     |     |     |     |     |       |     | 10  | 11  |     | 11     |
| 23   | Kees Kentrop           | Jeffrey Verhagen                 | LCR-Yamaha   |     |     |     |     |     |       | 6   |     |     |     | 10     |
| 24   | Manuel Moreau          | Stephane Gadet                   | LCR-Suzuki   |     |     |     |     |     |       |     |     |     | 7   | 9      |
| 25   | Wiggert Kranenburg     | Jeroen Schmitz                   | LCR-Yamaha   |     |     |     |     | DNF |       | 12  | 15  | 14  |     | 7      |
| 26   | Michael Ouger          | Geoffrey Piette                  | Suzuki       |     |     |     |     |     | 10    |     |     |     |     | 6      |
| 27   | Claude Vinet           | Cyril Vinet                      | LCR-Suzuki   |     |     |     |     |     |       |     |     |     | 11  | 5      |
| 28   | Marcel Ritzer          | Erik Ritzer                      | Suzuki       |     |     |     |     | 12  |       | DNF |     |     |     | 4      |
| 29   | Tomas Axelsson         | Artis Neilands                   | ART-Suzuki   |     |     |     |     |     |       |     |     |     | 13  | 3      |
|      | Janez Remše            | Jamie Biggs                      | LCR-Suzuki   | DNF | DNF | INJ | INJ |     |       |     |     |     |     | 0      |
|      | Andres Nussbaum        | Tobias Aebischer                 | LCR-Suzuki   |     |     |     |     |     | DNS   |     |     |     |     | 0      |
|      | Bernhard Pichler       | Mario Pichler                    | RSR-Suzuki   |     |     |     |     |     |       |     | 16  | DNS |     | 0      |
|      | Michael Grabmüller     | Sander Faber                     | LCR-Kawasaki |     |     |     |     |     |       |     | DNF | DNS |     | 0      |
|      | Nicolas Ressigeac      | Bruno Picquoin                   |              |     |     |     |     |     |       |     |     |     | DNF | 0      |

| Farbe         | Bedeutung                               |
| ------------- | --------------------------------------- |
| Gold          | Sieger                                  |
| Silber        | 2. Platz                                |
| Bronze        | 3. Platz                                |
| Grün          | Platzierung in den Punkten              |
| Blau          | Klassifiziert außerhalb der Punkteränge |
| Violett       | Rennen nicht beendet (DNF)              |
| Violett       | nicht klassifiziert (NC)                |
| Rot           | nicht qualifiziert (DNQ)                |
| Schwarz       | disqualifiziert (DSQ)                   |
| Weiß          | nicht am Start (DNS)                    |
| Weiß          | zurückgezogen (WD)                      |
| Weiß          | Rennen abgesagt (C)                     |
| ohne Farbe    | nicht am Training teilgenommen (DNP)    |
| ohne Farbe    | verletzt oder krank (INJ)               |
| ohne Farbe    | ausgeschlossen (EX)                     |
| ohne Farbe    | nicht erschienen (DNA)                  |
| fett          | Pole-Position                           |
| kursiv        | Schnellste Rennrunde                    |
| unterstrichen | WM-Führung                              |
| hochgestellt  | Platzierung im Sprintrennen             |

*Nach einem schweren Unfall beim Zeittraining in Rijeka konnte Jörg Steinhausen seine aktive Karriere als Motorradrennfahrer nicht mehr fortsetzen. Im September erklärte er seinen Rücktritt.

**Das Gespann Hock/Becker verunglückte am 12. Juli 2014 im zweiten Zeittraining am Sachsenring ohne Fremdeinwirkung in der Sachsenkurve. Fahrer Kurt Hock zog sich schwere Verletzungen zu, Beifahrer Enrico Becker starb noch an der Unfallstelle.

### Fahrerwertung Sidecar F2 World Trophy
| Pos. | Fahrer             | Beifahrer         | Maschine     | Punkte |
| ---- | ------------------ | ----------------- | ------------ | ------ |
| 1    | Tim Reeves         | Grégory Cluze     | DMR-Honda    | 50     |
| 2    | Michael Grabmüller | Sophia Kirchhofer | LCR-Yamaha   | 40     |
| 3    | Gordon Shand       | Phil Hyde         | Shand-Suzuki | 32     |
| 4    | Eckart Rösinger    | Andreas Kolloch   | Baker-Suzuki | 26     |
| 5    | Günther Bachmaier  | Georg Moser       | LCR-Suzuki   | 21     |
| 6    | Enrico Wirth       | Gerd Görlich      | LCR-Kawasaki | 18     |
| 7    | Mike Roscher       | Anna Burkard      | LCR-Suzuki   | 17     |
| 8    | Peter Kimeswenger  | Markus Billich    | LCR-Yamaha   | 14     |
| 9    | Masahito Watanabe  | Takeshi Jasuda    | LCR-Honda    | 13     |
| 10   | Remy Guignard      | Frederique Poux   | SMRE-Honda   | 11     |
| 11   | Didier Siro        | Helene Siro       | Baker-Suzuki | 10     |
| 12   | Barry Smith        | Robert Shorter    | BLR-Suzuki   | 8      |
| 13   | Christian Siegel   | Ewald Siegel      | LCR-Kawasaki | 8      |
| 14   | Albert Baur        | Beat Baur         | LCR-Suzuki   | 6      |